# Filippo Tuena
Filippo Tuena (Roma, 1953) è uno scrittore italiano.

## Biografia
Laureato in Storia dell'arte alla Sapienza, ha vissuto fino al 1996 nella città natale, curando l'attività familiare, in via Margutta. Si è successivamente trasferito a Milano.
È risultato vincitore del Premio Grinzane Cavour nel 1999 per Tutti i sognatori, del Premio Bagutta nel 2006 per Le variazioni Reinach, e del Premio Viareggio nel 2007 per Ultimo parallelo. Nel 1992 si era aggiudicato il Bagutta-Opera Prima  per Lo sguardo della paura.
Nel 2020 Ultimo parallelo, nel frattempo ristampato dal Saggiatore, viene votato come 8° miglior libro del ventennio 2000-2019 dai seicento giurati delle "Classifiche di qualità".
Nel 2023 il suo romanzo In cerca di Pan (Nottetempo) è nella Selezione del Premio Campiello.

## Opere
- Il tesoro dei Medici, Giunti, 1987
- Lo sguardo della paura, Leonardo edizioni, 1991
- Il volo dell'occasione, Longanesi, 1994; Fazi, 2004; TerraRossa, 2023
- Il diavolo a Milano, Ikonos, 1996; Carte scoperte, 2005
- Cacciatori di notte, Longanesi, 1997; Corrimano, 2017
- Tutti i sognatori, Fazi, 1999
- Michelangelo. La grande ombra, Fazi, 2001 (incentrato su Michelangelo Buonarroti)
- La passione dell'error mio. Il carteggio di Michelangelo, Fazi, 2002
- Quattro notturni, Aletti, 2003
- Notturno. Un preludio e sette scene per Giulio II e Michelangelo, Fazi, 2003
- Le variazioni Reinach, Rizzoli, 2005; BEAT, 2015 (incentrato sulla vita del compositore Léon Reinach)
- Michelangelo. Gli ultimi anni, Giunti, 2006
- Ultimo parallelo, Rizzoli, 2007; Il Saggiatore,  2013 (incentrato sulla spedizione di Robert Falcon Scott al Polo Sud)
- Manualetto pratico a uso dello scrittore ignorante, Mattioli 1885, 2010
- Stranieri alla terra, Nutrimenti, 2012
- Quanto lunghi i tuoi secoli (Archeologia personale), Pro Grigioni Italiano, 2014
- Memoriali sul caso Schumann, Il Saggiatore, 2015 (incentrato su Robert Schumann)
- Com'è trascorsa la notte. Il sogno, Il Saggiatore, 2017 (rivisitazione di Sogno di una notte di mezza estate di William Shakespeare).
- Le galanti. Quasi un'autobiografia, Il Saggiatore, 2019
- La voce della sibilla, Il Saggiatore, 2022
- In cerca di Pan, Nottetempo, 2023